# Chrysolina sturmi
Chrysolina sturmi é uma espécie de artrópode pertencente à família Chrysomelidae.